# امو، بنین
امو، بنین (به لاتین: Amou, Benin) یک منطقهٔ مسکونی در بنین است که در ساوالو، بنین واقع شده‌است.